# Tour de l'Éthiopie Meles Zenawi 2016
Le Tour de l’Éthiopie Meles Zenawi 2016 est la 1re édition du Tour d'Éthiopie, une compétition cycliste sur route. Il fut remporté par l'Éthiopien Tedros Redae.

## Présentation
La course a eu lieu du 28 au 2 septembre 2016 en Éthiopie entre Mekele et Mekele.
Onze équipes ont pris le départ de l'épreuve, dont dix équipes nationales africaines et une équipe régionale. Les 65 coureurs ont parcouru 591,10 km en 5 étapes.

## Déroulement de la course
| Étape     | Date    | Villes étapes       | type | Distance (km) | Vainqueur d'étape | Leader du classement général |
| --------- | ------- | ------------------- | ---- | ------------- | ----------------- | ---------------------------- |
| 1re étape | 28 août | Mekele – Adigrat    |      | 118           | Alem Grmay        | Alem Grmay                   |
| 2e étape  | 29 août | Adigrat – Aksoum    |      | 129,6         | Tamrat Gebrewahd  | Alem Grmay                   |
| 3e étape  | 30 août | Shire – Adoua       |      | 84            | Reynard Butler    | Alem Grmay                   |
| 4e étape  | 1 sept. | Mekele – Endemariam |      | 140           | Tedros Redae      | Tedros Redae                 |
| 5e étape  | 2 sept. | Mekele – Mekele     |      | 119,5         | Reynard Butler    | Tedros Redae                 |

### Étape 1
| \| Classement de l'étape \| Classement de l'étape \| Classement de l'étape \| Classement de l'étape \| Classement de l'étape \| \| Coureur \| Coureur \| Pays \| Équipe \| Temps \| \| --------------------- \| --------------------- \| --------------------- \| ----------------------- \| --------------------- \| \| 1er \| Alem Grmay \| Éthiopie \| \| 3 h 14 min 03 s \| \| 2e \| Akilu Mesele Asefa \| Éthiopie \| \| + 9 s \| \| 3e \| Suleiman Kangangi \| Kenya \| Kenyan Riders Downunder \| + 9 s \| |                    |          |                         |                 |
| |                    |          |                         |                 |
| |                    |          |                         |                 |
| Classement de l'étape |                    |          |                         |                 |
| Coureur | Coureur            | Pays     | Équipe                  | Temps           |
| 1er | Alem Grmay         | Éthiopie |                         | 3 h 14 min 03 s |
| 2e | Akilu Mesele Asefa | Éthiopie |                         | + 9 s           |
| 3e | Suleiman Kangangi  | Kenya    | Kenyan Riders Downunder | + 9 s           |

| \| Classement général \| Classement général \| Classement général \| Classement général \| Classement général \| \| Coureur \| Coureur \| Pays \| Équipe \| Temps \| \| ------------------ \| ------------------ \| ------------------ \| ----------------------- \| ------------------ \| \| 1er \| Alem Grmay \| Éthiopie \| \| 3 h 13 min 50 s \| \| 2e \| Akilu Mesele Asefa \| Éthiopie \| \| + 15 s \| \| 3e \| Suleiman Kangangi \| Kenya \| Kenyan Riders Downunder \| + 18 s \| |                    |          |                         |                 |
| |                    |          |                         |                 |
| |                    |          |                         |                 |
| Classement général |                    |          |                         |                 |
| Coureur | Coureur            | Pays     | Équipe                  | Temps           |
| 1er | Alem Grmay         | Éthiopie |                         | 3 h 13 min 50 s |
| 2e | Akilu Mesele Asefa | Éthiopie |                         | + 15 s          |
| 3e | Suleiman Kangangi  | Kenya    | Kenyan Riders Downunder | + 18 s          |

### Étape 2
| \| Classement de l'étape \| Classement de l'étape \| Classement de l'étape \| Classement de l'étape \| Classement de l'étape \| \| Coureur \| Coureur \| Pays \| Équipe \| Temps \| \| --------------------- \| --------------------- \| --------------------- \| --------------------- \| --------------------- \| \| 1er \| Tamrat Gebrewahd \| Éthiopie \| \| + 3 h 30 min 53 s \| \| 2e \| Alem Grmay \| Éthiopie \| \| + 0 s \| \| 3e \| Tedros Redae \| Éthiopie \| \| + 0 s \| |                  |          |        |                   |
| |                  |          |        |                   |
| |                  |          |        |                   |
| Classement de l'étape |                  |          |        |                   |
| Coureur | Coureur          | Pays     | Équipe | Temps             |
| 1er | Tamrat Gebrewahd | Éthiopie |        | + 3 h 30 min 53 s |
| 2e | Alem Grmay       | Éthiopie |        | + 0 s             |
| 3e | Tedros Redae     | Éthiopie |        | + 0 s             |

| \| Classement général \| Classement général \| Classement général \| Classement général \| Classement général \| \| Coureur \| Coureur \| Pays \| Équipe \| Temps \| \| ------------------ \| ------------------ \| ------------------ \| ------------------ \| ------------------ \| \| 1er \| Alem Grmay \| Éthiopie \| \| + 6 h 44 min 36 s \| \| 2e \| Tamrat Gebrewahd \| Éthiopie \| \| + 15 s \| \| 3e \| Getachew Atsbha \| Éthiopie \| \| + 22 s \| |                  |          |        |                   |
| |                  |          |        |                   |
| |                  |          |        |                   |
| Classement général |                  |          |        |                   |
| Coureur | Coureur          | Pays     | Équipe | Temps             |
| 1er | Alem Grmay       | Éthiopie |        | + 6 h 44 min 36 s |
| 2e | Tamrat Gebrewahd | Éthiopie |        | + 15 s            |
| 3e | Getachew Atsbha  | Éthiopie |        | + 22 s            |

### Étape 3
| \| Classement de l'étape \| Classement de l'étape \| Classement de l'étape \| Classement de l'étape \| Classement de l'étape \| \| Coureur \| Coureur \| Pays \| Équipe \| Temps \| \| --------------------- \| --------------------- \| --------------------- \| ----------------------- \| --------------------- \| \| 1er \| Reynard Butler \| Afrique du Sud \| \| + 2 h 06 min 20 s \| \| 2e \| Abderrahmane Hamza \| Algérie \| \| + 0 s \| \| 3e \| Suleiman Kangangi \| Kenya \| Kenyan Riders Downunder \| + 0 s \| |                    |                |                         |                   |
| |                    |                |                         |                   |
| |                    |                |                         |                   |
| Classement de l'étape |                    |                |                         |                   |
| Coureur | Coureur            | Pays           | Équipe                  | Temps             |
| 1er | Reynard Butler     | Afrique du Sud |                         | + 2 h 06 min 20 s |
| 2e | Abderrahmane Hamza | Algérie        |                         | + 0 s             |
| 3e | Suleiman Kangangi  | Kenya          | Kenyan Riders Downunder | + 0 s             |

| \| Classement général \| Classement général \| Classement général \| Classement général \| Classement général \| \| Coureur \| Coureur \| Pays \| Équipe \| Temps \| \| ------------------ \| ------------------ \| ------------------ \| ------------------ \| ------------------ \| \| 1er \| Alem Grmay \| Éthiopie \| \| 8 h 50 min 56 s \| \| 2e \| Getachew Atsbha \| Éthiopie \| \| + 22 s \| \| 3e \| Tedros Redae \| Éthiopie \| \| + 23 s \| |                 |          |        |                 |
| |                 |          |        |                 |
| |                 |          |        |                 |
| Classement général |                 |          |        |                 |
| Coureur | Coureur         | Pays     | Équipe | Temps           |
| 1er | Alem Grmay      | Éthiopie |        | 8 h 50 min 56 s |
| 2e | Getachew Atsbha | Éthiopie |        | + 22 s          |
| 3e | Tedros Redae    | Éthiopie |        | + 23 s          |

### Étape 4
| \| Classement de l'étape \| Classement de l'étape \| Classement de l'étape \| Classement de l'étape \| Classement de l'étape \| \| Coureur \| Coureur \| Pays \| Équipe \| Temps \| \| --------------------- \| --------------------- \| --------------------- \| --------------------- \| --------------------- \| \| 1er \| Tedros Redae \| Éthiopie \| \| 3 h 33 min 18 s \| \| 2e \| Weldemikale Wuyu \| Éthiopie \| \| + 0 s \| \| 3e \| Getachew Atsbha \| Éthiopie \| \| + 3 s \| |                  |          |        |                 |
| |                  |          |        |                 |
| |                  |          |        |                 |
| Classement de l'étape |                  |          |        |                 |
| Coureur | Coureur          | Pays     | Équipe | Temps           |
| 1er | Tedros Redae     | Éthiopie |        | 3 h 33 min 18 s |
| 2e | Weldemikale Wuyu | Éthiopie |        | + 0 s           |
| 3e | Getachew Atsbha  | Éthiopie |        | + 3 s           |

| \| Classement général \| Classement général \| Classement général \| Classement général \| Classement général \| \| Coureur \| Coureur \| Pays \| Équipe \| Temps \| \| ------------------ \| ------------------ \| ------------------ \| ------------------ \| ------------------ \| \| 1er \| Tedros Redae \| Éthiopie \| \| 12 h 24 min 26 s \| \| 2e \| Alem Grmay \| Éthiopie \| \| + 3 s \| \| 3e \| Getachew Atsbha \| Éthiopie \| \| + 6 s \| |                 |          |        |                  |
| |                 |          |        |                  |
| |                 |          |        |                  |
| Classement général |                 |          |        |                  |
| Coureur | Coureur         | Pays     | Équipe | Temps            |
| 1er | Tedros Redae    | Éthiopie |        | 12 h 24 min 26 s |
| 2e | Alem Grmay      | Éthiopie |        | + 3 s            |
| 3e | Getachew Atsbha | Éthiopie |        | + 6 s            |

### Étape 5
| \| Classement de l'étape \| Classement de l'étape \| Classement de l'étape \| Classement de l'étape \| Classement de l'étape \| \| Coureur \| Coureur \| Pays \| Équipe \| Temps \| \| --------------------- \| ----------------------------- \| --------------------- \| --------------------- \| --------------------- \| \| 1er \| Reynard Butler \| Afrique du Sud \| \| 2 h 12 min 26 s \| \| 2e \| Abderrahmane Hamza \| Algérie \| \| + 0 s \| \| 3e \| Kibrom Teklebrhan Haylemaryam \| Éthiopie \| \| + 0 s \| |                               |                |        |                 |
| |                               |                |        |                 |
| |                               |                |        |                 |
| Classement de l'étape |                               |                |        |                 |
| Coureur | Coureur                       | Pays           | Équipe | Temps           |
| 1er | Reynard Butler                | Afrique du Sud |        | 2 h 12 min 26 s |
| 2e | Abderrahmane Hamza            | Algérie        |        | + 0 s           |
| 3e | Kibrom Teklebrhan Haylemaryam | Éthiopie       |        | + 0 s           |

| \| Classement général \| Classement général \| Classement général \| Classement général \| Classement général \| \| Coureur \| Coureur \| Pays \| Équipe \| Temps \| \| ------------------ \| ------------------ \| ------------------ \| ------------------ \| ------------------ \| \| 1er \| Tedros Redae \| Éthiopie \| \| 14 h 36 min 51 s \| \| 2e \| Alem Grmay \| Éthiopie \| \| + 1 s \| \| 3e \| Getachew Atsbha \| Éthiopie \| \| + 5 s \| |                 |          |        |                  |
| |                 |          |        |                  |
| |                 |          |        |                  |
| Classement général |                 |          |        |                  |
| Coureur | Coureur         | Pays     | Équipe | Temps            |
| 1er | Tedros Redae    | Éthiopie |        | 14 h 36 min 51 s |
| 2e | Alem Grmay      | Éthiopie |        | + 1 s            |
| 3e | Getachew Atsbha | Éthiopie |        | + 5 s            |

## Évolution des classements
| Étape              | Vainqueur               | Classement général | Classement par points | Classement de la montagne | Classement par équipes |
| ------------------ | ----------------------- | ------------------ | --------------------- | ------------------------- | ---------------------- |
| 1                  | Alem Grmay Abebe        | Alem Grmay Abebe   | Alem Grmay Abebe      | Akilu Mesele Asefa        | Éthiopie               |
| 2                  | Tamrat Meresa Gebrewahd | Alem Grmay Abebe   | Alem Grmay Abebe      | Akilu Mesele Asefa        | Éthiopie               |
| 3                  | Reynard Butler          | Alem Grmay Abebe   | Alem Grmay Abebe      | Akilu Mesele Asefa        | Éthiopie               |
| 4                  | Tedros Redae            | Tedros Redae       | Alem Grmay Abebe      | Akilu Mesele Asefa        | Éthiopie               |
| 5                  | Reynard Butler          | Tedros Redae       | Alem Grmay Abebe      | Akilu Mesele Asefa        | Éthiopie               |
| Classements finals | Classements finals      | Tedros Redae,      | Alem Grmay Abebe      | Akilu Mesele Asefa        | Éthiopie               |